# Lyman (Waszyngton)
Lyman – miasto w Stanach Zjednoczonych, w stanie Waszyngton, w hrabstwie Skagit.